# アロイス・シュミードル
アロイス・シュミードルは、オーストリアのクラリネット奏者。

## 経歴
ウィーン・フィルハーモニー管弦楽団の首席奏者。グスタフ・マーラーからウィーン・フィルに招聘された。

## 家族
同じく元ウィーン・フィルハーモニー管弦楽団首席奏者のヴィクトル・シュミードルは息子、ペーター・シュミードルは孫。